# Raymond Smullyan
Raymond Merrill Smullyan (/ˈsmʌliən/; n. 25 mai 1919, New York City, New York, SUA – d. 6 februarie 2017, New York, SUA) a fost un matematician, magician, pianist, logician, taoist și filozof american.
Născut în Far Rockaway⁠(d), New York, prima sa ocupație a fost aceea de magician. A obținut o licență la Universitatea din Chicago în 1955 și un doctorat de la Universitatea Princeton în 1959. Este unul dintre logicienii care au studiat cu Alonzo Church.

## Biografie
Smullyan s-a născut pe 25 mai 1919 în Far Rockaway, Queens, New York, într-o familie de evrei așkenazi. Tatăl său, Isidore Smullyan, s-a născut în Rusia, dar care a emigrat în Belgia în copilărie și a absolvit Universitatea din Anvers. Mama sa, Rosina Smullyan (născută Freeman), s-a născut și a copilărit la Londra. Aceasta a fost pictor și actriță.Ambii părinți erau muzicieni: tatăl cânta la vioară, iar mama la pian. Smullyan era cel mai mic dintre cei trei copii ai cuplului. Acesta a avut o soră - Gladys - și un frate mai mare, Emile Benoit Smullyan. Vărul său a fost filozoful Arthur Francis Smullyan (1912-1998). În Far Rockaway, a fost coleg de clasă cu Richard Feynman.
Smullyan a dat dovadă de talent muzical de la o vârstă fragedă, știind să cânte atât la vioară, cât și la pian. Interesul său pentru logică apare la vârsta de 5 ani. În 1931, a câștigat o medalie de aur în cadrul unui concurs de pian organizat de New York Music Week Association la vârsta de 12 ani. După ce a absolvit școala generală, a fost obligat să se mute în Manhattan din cauza situației economice, unde a urmat Liceul Theodore Roosevelt⁠(d) din  Bronx. În timpul liceului, a devenit interesat de matematică, însă a renunțat la studii și a început să studieze matematica pe cont propriu, inclusiv geometria analitică, analiza matematică și algebră abstractă - cu precădere teoria grupurilor și teoria lui Galois. A participat la un curs predat de Ernest Nagel la Universitatea Columbia. De asemenea, a studiat timp de un an la Cambridge Rindge and Latin School⁠(d). Deși nu avea diplomă de absolvent de liceu, a reușit să treacă examenele de admitere și a intrat la facultate. A studiat matematica și muzica la Universitatea Pacific⁠(d) din Oregon timp de un semestru, respectiv la Reed College⁠(d) mai puțin de un semestru, înainte să-l urmeze pe pianistul Berhard Abramowitsch la San Francisco. A urmat cursuri la Universitatea din California, Berkeley, iar apoi s-a întors la New York, unde a continuat să studieze pe cont propriu algebra abstractă. 
La 24 de ani, s-a înscris la Universitatea din Wisconsin-Madison pentru trei semestre, deoarece își dorea să studieze algebra modernă cu un profesor a cărui carte o citise. Mai târziu, s-a transferat la Universitatea din Chicago și a absolvit cu o licență în matematică. A luat o pauză și a început să lucreze ca magician în New York pentru o perioadă; apoi s-a întors la Universitatea din Chicago. De asemenea, a predat lecții de pian la Universitatea Roosevelt⁠(d). În aceeași perioadă, a urmat trei cursuri susținute de filozoful Rudolf Carnap, pentru care a redactat trei articole științifice. Acesta i-a recomandat să trimită primul articol filozofului Willard Van Orman Quine. În cazul celorlalte două lucrări de cercetare, una - intitulată „Languages in which Self-Reference is Possible” - a fost publicată în 1957 în Journal of Symbolic Logic.. Cealaltă a fost publicată mai târziu în lucrarea sa din 1961 sub numele de Theory of Formal Systems.
În baza unei recomandări din partea lui Carnap, a fost angajat de John G. Kemeny⁠(d), directorul departamentului de matematică din cadrul Dartmouth College⁠(d), și a predat acolo cursuri timp de doi ani. Obișnuia să- viziteze pe Gloria și Marvin Minsky în Cambridge, Massachusetts. După un scurt conflict între facultate și administrație, Universitatea din Chicago i-a acordat lui Smullyan o diplomă de licență în matematică în 1955. Atât Carnap, cât și Kemeny au sprijinit admiterea sa la Universitatea Princeton, unde a obținut un doctorat în matematică în 1959. Și-a finalizat teza de doctorat - intitulată Theory of Formal Systems - sub coordonarea profesorului Alonzo Church. În timp ce studia la Princeton, și-a cunoscut a doua soție, Blanche, pianistă și profesoară născută în Belgia. Cei doi au fost căsătoriți timp de 48 de ani până la moartea acesteia în 2005. 
După ce și-a luat doctoratul, a predat la Princeton timp de doi ani. Smullyan a susținut cursuri la Universitatea din New York, la Universitatea de Stat din New York la New Paltz⁠(d), la Smith College și la Belfer Graduate School of Science din cadrul Uiversității Yeshiva⁠(d), înainte să devină profesor de matematică și informatică la Lehman College⁠(d) din Bronx; a predat acolo din 1968 până în 1984. De asemenea, a fost profesor de filozofie la CUNY Graduate Center⁠(d) din 1976 până în 1984. Ulterior, a fost profesor de filozofie la Universitatea Indiana. Matematicianul Martin Gardner i-a fost prieten apropiat.
Smullyan a redactat numeroase cărți despre matematica recreativă și logica recreativă. Cea mai cunoscută lucrare a sa care abordează acest subiect este What is the Name of This Book?. Cartea A Beginner's Further Guide to Mathematical Logic, publicată în 2017, a fost ultima sa carte.

## Logică
Acesta este cunoscut pentru puzzle-urile logice Knights și Knaves⁠(d). Acestea implică două tipuri de indivizi: knights (care spun întotdeauna adevărul) și knaves (care mint întotdeauna). Acestea au fost inspirate de puzzle-ul cu doi gardieni - unul minte și unul spune adevărul - care păzesc două porți (una duce spre Iad și cealaltă spre Rai). Pentru a-l rezolva, trebuie să formulezi o întrebare astfel încât, indiferent dacă gardianul minte sau spune adevărul, să afli care dintre cele două porți duce spre Paradis.
Conform filozofului Richard Turnbull, trebuie să indici oricare dintre cele două porți și să puneți următoarea întrebare oricărui gardian: „Dacă l-aș întreba pe celălalt gardian dacă această poartă duce spre Rai, ce mi-ar spune?”. Dacă poarta respectivă duce spre Rai, un knight îmi va spune „Nu”, iar un knave mă va minți și îmi va spune tot „Nu”. Dacă poarta respectivă duce spre Iad, ambii îmi vor răspunde „Da”. Prin urmare, dacă răspunsul este negativ, atunci alegem ușa indicată, iar dacă răspunsul este afirmativ, atunci alegem cealaltă ușă.
Un astfel de puzzle apare în filmul Labyrinth (1986), unde protagonista (Jennifer Connelly) întâlnește doi paznici - unul minte și unul spune adevărul - și trebuie să afle care dintre porți duce spre castel.
În puzzle-uri mai complexe, acesta introduce personaje care pot să mintă sau să spună adevărul, însă răspunsurile sunt într-o limbă străină: în loc de „da” și „nu”, aceștia răspund cu „bal” și „dal”. Prin urmare, logicianul trebuie să descopere traducerea acestora prin intermediul unor întrebări da-nu⁠(d). În puzzle-urile Transilvania, jumătate din personaje sunt nebune și cred doar lucruri false, iar cealaltă jumătate este alcătuită din personaje sănătoase și cred doar lucruri adevărate. Mai mult, oamenii spun mereu adevărul, iar vampirii mint întotdeauna. De exemplu, un vampir nebun va considera „2+2  nu este 4” drept adevăr, dar va minți cu privire la acesta și va spune că este fals. Un vampir sănătos știe că „2+2 = 4” este adevărat, dar va minți și va spune că nu este. Aplicăm aceleași reguli și în cazul oamenilor. Așadar, tot ce susține un om sănătos sau un vampir nebun este adevărat, în timp ce tot ceea ce susține un om nebun sau un vampir sănătos este fals.

### Cărți
- (1961) Theory of Formal Systems ISBN 069108047X
- (1968) First-Order Logic ISBN 0486683702
- (1977) The Tao is Silent ISBN 0060674695
- (1978) What Is the Name of This Book? The Riddle of Dracula and Other Logical Puzzles ISBN 0139550623 – knights, knaves, and other logic puzzles
- (1979) The Chess Mysteries of Sherlock Holmes ISBN 0394737571 – introducing retrograde analysis in the game of chess
- (1980) This Book Needs No Title ISBN 0671628313
- (1981) The Chess Mysteries of the Arabian Knights ISBN 0192861247 – second book on retrograde analysis chess problems
- (1982) Alice in Puzzle-Land ISBN 0688007481
- (1982) The Lady or the Tiger? ISBN 0812921178 – ladies, tigers, and more logic puzzles
- (1983) 5000 B.C. and Other Philosophical Fantasies ISBN 0312295162
- (1985) To Mock a Mockingbird ISBN 0192801422 – puzzles based on combinatory logic
- (1987) Forever Undecided ISBN 0192801414 – puzzles based on undecidability in formal systems
- (1992) Gödel's Incompleteness Theorems ISBN 0195046722
- (1992) Satan, Cantor and Infinity ISBN 0679406883
- (1993) Recursion Theory for Metamathematics ISBN 019508232X
- (1994) Diagonalization and Self-Reference ISBN 0198534507
- (1996) Set Theory and the Continuum Problem ISBN 0198523955
- (1997) The Riddle of Scheherazade ISBN 0156006065
- (2002) Some Interesting Memories: A Paradoxical Life ISBN 1888710101
- (2003) Who Knows?: A Study of Religious Consciousness ISBN 0253215749
- (2009) Logical Labyrinths ISBN 9781568814438, 9781439865378, 9780429064937
- (2009) Rambles Through My Library ISBN 9780963923165, Praxis International
- (2010) King Arthur in Search of his Dog ISBN 9780486474359
- (2013) The Godelian Puzzle Book: Puzzles, Paradoxes and Proofs ISBN 9780486497051
- (2014) A Beginner's Guide to Mathematical Logic ISBN 0486492370
- (2015) The Magic Garden of George B and Other Logic Puzzles ISBN 9789814675055, 9789814675062, 9789814678551, 9788876990663
- (2015) Reflections: The Magic, Music and Mathematics of Raymond Smullyan ISBN 978-981-4644-58-7
- (2016) A Beginner's Further Guide to Mathematical Logic ISBN 978-981-4730-99-0
- (2016) A Mixed Bag: Jokes, Riddles, Puzzles and Memorabilia ISBN 978-098-6144-57-8

### Articole și cronici
- Is God a Taoist? by Raymond Smullyan, 1977.
- Planet Without Laughter by Raymond Smullyan, 1980.
- An Epistemological Nightmare by Raymond Smullyan, 1982.
- „The strange case of McSnurd". Brain Bogglers. Discover. 17 (2): 90. February 1996.